# يو تي اف-16
يو تي اف-16 UTF-16 (تنسيق تحويل Unicode 16 بت) هو ترميز أحرف قادر على ترميز جميع نقاط الكود الصالحة البالغ عددها 1112.064 في الترميز الموحد (في الواقع، تم تحديد هذا العدد من نقاط الشفرة بواسطة تصميم UTF-16). يكون الترميز متغير الطول، حيث يتم ترميز نقاط الترميز بواحدة أو وحدتي رمز 16 بت. نشأ UTF-16 من ترميز 16 بت عرض ثابت قديم قديم، يُعرف الآن باسم UCS-2 (لمجموعة الأحرف العالمية 2 بايت)، بمجرد أن أصبح من الواضح أن هناك حاجة إلى أكثر من 216 (65536) نقطة رمز.
يتم استخدام UTF-16 بواسطة أنظمة مثل Microsoft Windows API (والتي تدعم أيضًا صيغة التحويل الموحد-8) ولغة برمجة Java وجافا سكريبت / إي سي إم ايه سكريبت. كما يتم استخدامه أحيانًا للنص العادي وملفات بيانات معالجة الكلمات على مايكروسوفت ويندوز. نادرًا ما يتم استخدامه للملفات على أنظمة شبيهة بـ Unix. قبل حوالي مايو 2019، كانت مايكروسوفت تؤكد على UTF-16 على واجهة برمجة التطبيقات التي تدعم صيغة التحويل الموحد-8، ولكن توصيتها الآن هي «استخدام ترميز أحرف صيغة التحويل الموحد-8 لتقليل أخطاء الترجمة وتقليل نفقات الاختبار».